# Jana Novotná
Jana Novotná, češka tenisačica, * 2. oktober 1968, Brno, Češkoslovaška, † 19. november 2017.
Jana Novotná je nekdanja številka dve na ženski teniški lestvici in zmagovalka enega posamičnega turnirja za Grand Slam, še trikrat pa se je uvrstila v finale, v konkurenci dvojic pa je osvojila še šestnajst turnirjev za Grand Slam. Osvojila je Odprto prvenstvo Anglije leta 1998, ko je v finalu premagala Nathalie Tauziat v dveh nizih, pred tem pa je dvakrat izgubila v finalu turnirja, leta 1993 jo je premagala Steffi Graf in leta 1997 Martina Hingis. V finale se je uspela uvrstiti tudi na turnirju za Odprto prvenstvo Avstralije, ko jo je leta 1991 premagala Monika Seleš. Na turnirjih za Odprto prvenstvo Francije se ji je najdlje uspelo uvrstiti v polfinale v letih 1990 in 1996, kot tudi na turnirjih za Odprto prvenstvo ZDA v letih 1994 in 1998. Najvišjo uvrstitev na ženski teniški lestvici je dosegla 7. julija 1997, ko je zasedala drugo mesto. V konkurenci ženskih dvojicah je štirikrat osvojila Odprto prvenstvo Anglije, po trikrat Odprto prvenstvo Francije in Odprto prvenstvo ZDA ter dvakrat Odprto prvenstvo Avstralije. V konkurenci mešanih dvojic pa dvakrat Odprto prvenstvo Avstralije ter po enkrat Odprto prvenstvo Anglije in Odprto prvenstvo ZDA. Leta 1996 je osvojila bronasto medaljo na olimpijskem turnirju posameznic, v konkurenci ženskih dvojic pa je osvojila srebrno medaljo v letih 1988 in 1996. Leta 2005 je bila sprejeta v Mednarodni teniški hram slavnih.

## Posamični finali Grand Slamov (4)

### Zmage (1)
| Leto | Turnir                   | Nasprotnica v finalu | Rezultat finala |
| 1998 | Odprto prvenstvo Anglije | Nathalie Tauziat     | 6–4, 7–6(2)     |

### Porazi (3)
| Leto | Turnir                       | Nasprotnica v finalu | Rezultat finala  |
| 1991 | Odprto prvenstvo Avstralije  | Monika Seleš         | 5–7, 6–3, 6–1    |
| 1993 | Odprto prvenstvo Anglije     | Steffi Graf          | 7–6(6), 1–6, 6–4 |
| 1997 | Odprto prvenstvo Anglije (2) | Martina Hingis       | 2–6, 6–3, 6–3    |